# Bernd Klenke
Bernd Klenke (Berlín, 18 de septiembre de 1946) es un deportista de la RDA que compitió en vela en la clase Flying Dutchman. Ganó una medalla de oro en el Campeonato Mundial de Flying Dutchman de 1974.

## Palmarés internacional
| Campeonato Mundial | Campeonato Mundial     | Campeonato Mundial | Campeonato Mundial |
| Año                | Lugar                  | Medalla            | Clase              |
| ------------------ | ---------------------- | ------------------ | ------------------ |
| 1974               | Weymouth (Reino Unido) | Medalla de oro     | Flying Dutchman    |